# 加藤光一
加藤 光一（かとう こういち）は、日本の国土交通技官。国土交通省大臣官房技術審議官等を経て、地方公共団体金融機構監事、日本小型船舶検査機構顧問、日本船舶技術研究協会専務理事。山縣勝見賞著作賞受賞。

## 人物・経歴
1983年東京商船大学（のちの東京海洋大学）商船学部航海学科卒業、運輸省入省。科学技術庁出向や、運輸省神戸海運局船舶部船舶検査官、運輸省海上技術安全局安全基準管理官付、国土交通省海事局検査測度課補佐官、国土交通省海事局検査測度課長補佐等を経て、2002年日本貿易振興会ロンドン・ジャパン・シップセンター次長。2005年国土交通省海事局付。
2007年国土交通省海事局造船課国際業務室長。2011年国土交通省海事局安全・環境政策課長。2013年国土交通省海事局安全政策課長。2015年国土交通省大臣官房技術審議官（海事局担当）。同年山縣勝見賞著作賞受賞。2016年地方公共団体金融機構監事。2018年国土交通省海事局付、即日辞職。2019年日本船舶技術研究協会専務理事、日本小型船舶検査機構顧問。2022年エイトノット顧問。

## 著書
- 大坪新一郎・加藤光一・仲條靖男・成瀬健共編著 『シップリサイクル条約の解説と実務』（成山堂書店、2014年）